# Glenea disa
Glenea disa là một loài bọ cánh cứng trong họ Cerambycidae.